# Björkör
Björkör este o arie protejată (arie specială de conservare — SAC, sit de importanță comunitară — SCI, arie de protecție specială avifaunistică — SPA) din Finlanda întinsă pe o suprafață de 5.248,71 ha, integral pe uscat.

## Localizare
Centrul sitului Björkör este situat la coordonatele 59°54′48″N 20°09′30″E / 59.913333°N 20.158333°E.

## Înființare
Situl Björkör a fost declarat arie de protecție specială avifaunistică în august 1998 pentru a proteja 2 specii de animale. Alte tipuri de protecție:
- sit de importanță comunitară (în noiembrie 1998)
- arie specială de conservare (în decembrie 2015)[1][3][4]

## Biodiversitate
Situată în ecoregiunea boreală, aria protejată conține 5 habitate naturale: Insulițe și insule mici din Baltica boreală, Pajiști fino-scandinave uscate până la mezice, bogate în specii de altitudine mică, Pajiști din zone de pădure fino-scandinave, Pășuni din zone de pădure fino-scandinave, Lagune de coastă.
La baza desemnării sitului se află mai multe specii protejate:
- păsări (1): Sterna paradisaea
- mamifere (1): Halichoerus grypus

Pe lângă speciile protejate, pe teritoriul sitului au mai fost identificate 2 specii de plante, 5 specii de păsări, 2 specii de mamifere.